# 石羽 (英國外交官)

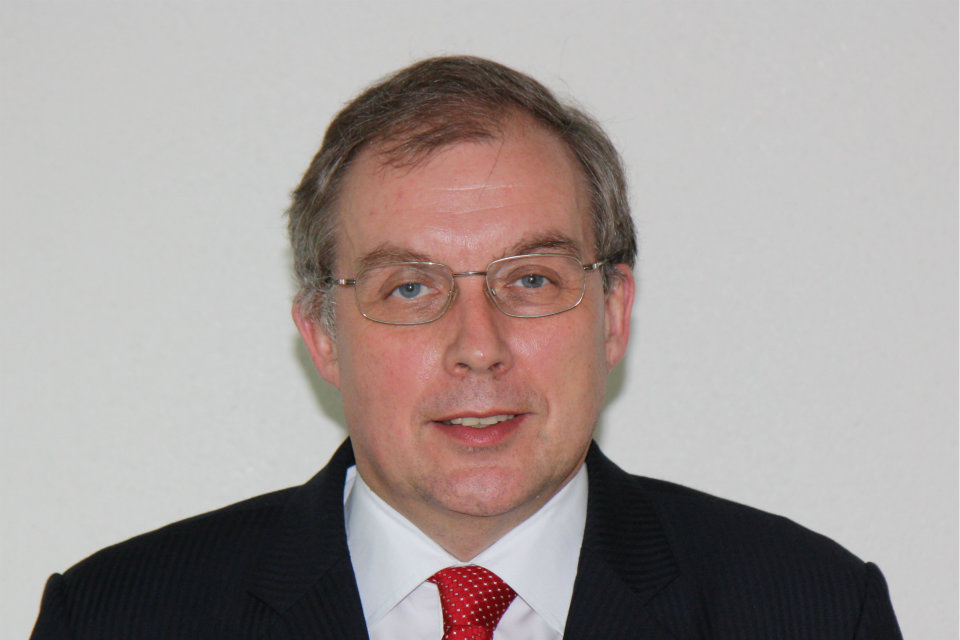
石羽

石羽，CMG（英語：、1958年7月24日—2014年8月26日），英國外交官，曾任英國駐上海總領事、英國駐華大使館政治經濟參贊、英國駐瑞士大使、英國駐馬來西亞高級專員等職。通曉漢語、法語及德語。

## 生涯
石羽曾就讀於惠特吉夫特學校和牛津大學林肯學院，1980年加入英國外交部，於倫敦大學亞非學院及香港接受語言訓練後，派赴中華人民共和國北京及比利時布魯塞爾，1994年至1996年間擔任英國駐上海總領事，香港主權移交期間的1996年至1998年間，任英國駐華大使館政經參贊，於外交部歐盟司長任內的1998至2003年，則負責貿易政策及歐盟擴大事宜。2004年至2008年間調任英國駐瑞士兼駐列支敦斯登大使、2008年擔任英國首相能源議題國際代表、2009年至2010年擔任上海世博英國館項目總監，2010年10月接任英國駐馬來西亞高級專員，但2014年5月時因為健康因素被迫卸任。石氏駐馬任內為戲劇音樂公司英國劇院劇場的贊助人之一，該企業亦負責協辦英國娛樂秀。
石氏於2011年名列英國元旦授勳名單中，獲授聖米迦勒及聖喬治勳章（CMG）。

## 註腳
1. 1 2  . GOV.UK.   [2020-03-10]. （原始内容存档于2014-03-14）.
2. ↑  . British Theatre Playhouse.   [2016-12-15]. （原始内容存档于2018-09-26）.
3. ↑  . London Gazette (Supplement). 31 December 2010.